# NGC 6164
NGC 6164，被稱為龍蛋星雲，是位於矩尺座的一個發射星雲。該星雲於1834年由天文學家約翰·赫歇爾發現，距離太陽系約3,870光年。
它的形狀使其看起來像是一個行星狀星雲，是由一顆類似太陽的老恆星死亡造成的，但實際上它是一個發射星雲。這個星雲的氣體是由位於其中心的恆星噴射出來的，這也是它的能量來源。在亨利·德雷伯星表中，這顆恆星被指定為HD 148937。它是一顆非常年輕的O型恆星，年齡在300萬到400萬年之間，並被其磁場包圍著。這顆恆星的質量大約是太陽的40倍，預計將在300萬到400萬年後在主序星上結束其生命。

## 外部連結
- NGC 6164 at NASA/IPAC
- NGC 6164 at SIMBAD
- NGC 6164 at LEDA